# 板野裕爾
板野 裕爾（いたの ゆうじ、1953年8月11日 - ）は、ジャーナリスト、日本放送協会（NHK）役員である。

## 経歴
東京都出身。父は元KDD社長の板野学。1977年3月、早稲田大学商学部卒業。
同年4月、NHKに入局。同年6月NHK岡山放送局放送部、1982年8月NHK名古屋放送局報道部、1986年8月報道局取材センター、1989年7月報道局ニュースセンター（経済）に所属。1993年6月報道局ニュースセンター（経済）記者、1994年6月NHK仙台放送局放送センター（放送）記者、1997年6月報道局取材センター（経済）記者、1998年6月報道局取材センター（経済）副部長、2000年5月報道局制作センター（おはよう日本）チーフプロデューサー、2002年6月報道局取材センター（経済）担当部長、2004年6月報道局取材センター（経済）統括担当部長、2005年6月報道局取材センター（経済）部長、2006年6月NHK福島放送局長、2008年6月内部監査室長、2011年6月経営委員会事務局長を歴任した。
2012年4月、NHK理事。2014年4月25日、NHK専務理事・放送総局長。2016年、NHKエンタープライズ社長。2019年NHK専務理事（グループ経営改革担当）。2023年、退任。